# Hendrick Ramaala

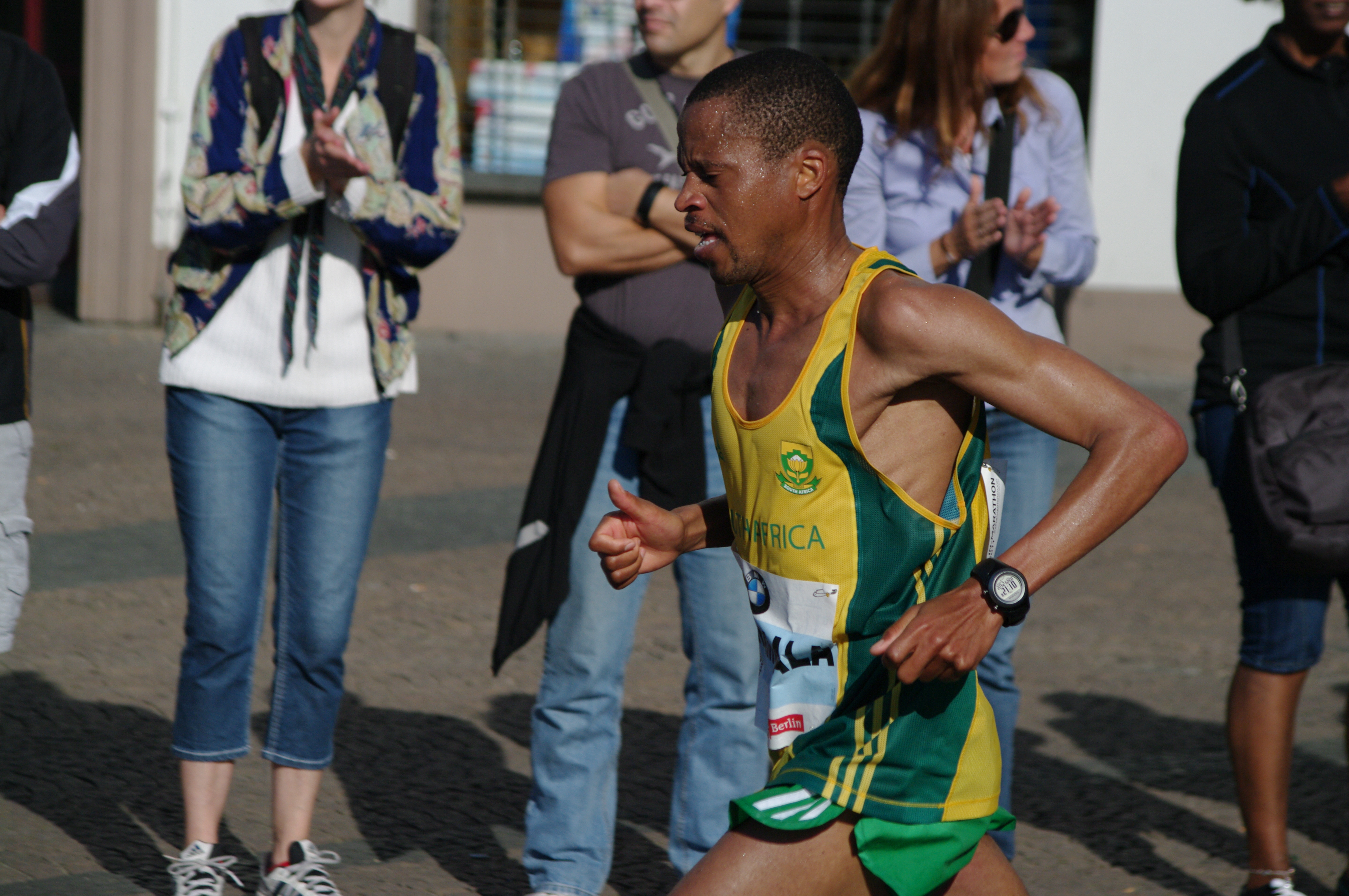
Ramaala beim Berlin-Marathon 2011

Hendrick Ramaala (* 2. Februar 1972 in Polokwane) ist ein südafrikanischer Langstreckenläufer.
Er verbesserte dreimal den südafrikanischen Rekord im 10.000-Meter-Lauf, zuletzt 1999 auf die bis heute gültige Marke von 27:29,94 min, und stellte 1998 im 20- (57:46 min) und 1999 im 10-km-Straßenlauf (28:02 min) ebenfalls zwei Landesrekorde auf, die heute noch Bestand haben. Im Halbmarathon weist er die fünf besten Zeiten auf, die je ein Südafrikaner gelaufen ist.
Bei den Halbmarathon-Weltmeisterschaften wurde er zweimal Zweiter (1998 und 1999) und zweimal Vierter (1997 und 2001). 1997, 2003 und 2006 gewann er den Great North Run.	 	
Beim Marathon der Olympischen Spiele 2000 in Sydney belegte er den zwölften Platz, bei den Leichtathletik-Weltmeisterschaften 2003 in Paris/Saint-Denis den neunten.
2000 wurde er Fünfter beim London-Marathon, 2001 belegte er denselben Platz beim New-York-City-Marathon.
2004 siegte er zuerst beim Mumbai-Marathon und dann beim New-York-City-Marathon. Ein Jahr später wurde er Dritter in London und in New York City im knappsten Finish der Geschichte dieses Marathons Zweiter hinter Paul Tergat mit drei Zehntelsekunden Rückstand.
2006 stellte er als Dritter in London seine Bestzeit von 2:06:55 h auf. Im Jahr darauf wurde er Fünfter in London, belegte bei den Leichtathletik-Weltmeisterschaften in Osaka den 27. Platz und wurde Dritter in New York City.
Nach einem eher enttäuschenden Jahr 2008, in dem er beim Marathon der Olympischen Spiele in Peking den 44. Platz belegte, meldete er sich 2009 mit einem fünften Platz beim London-Marathon und einer Zeit von 2:07:44 h zurück.
Ramaala ist 1,72 m groß und wiegt 58 kg. Er absolvierte ein Studium der Rechtswissenschaft an der Universität von Witwatersrand. Als sein Versuch scheiterte, in die Fußballmannschaft der Universität aufgenommen zu werden, verlegte er sich aufs Laufen. Derzeit wohnt er in Johannesburg. Er ist sein eigener Trainer und absolviert den größten Teil seines Trainings auf einer 3,5-Kilometer-Runde. Seine Lebensgefährtin ist die französische Langstreckenläuferin Rodica Daniela Moroianu.